# Топ Кет
„Топ Кет“ (на английски: Top Cat) е американски анимационен сериал на Хана-Барбера. Общо 30 епизода се излъчват от 27 септември 1961 до 18 април 1962 г. по канал Ей Би Си.

## Актьорски състав

### Главен състав
- Арнолд Станг – Топ Кет
- Алън Дженкинс – Полицай Чарли Дибъл
- Морис Госфийлд – Бени
- Лио Делайън – Брейн и Спуук
- Марвин Каплан – Чу-Чу
- Джон Стивънсън – Фенси-Фенси

### Гостуващи
- Доус Бътлър
- Дон Месик
- Хал Смит
- Бий Бенадерет
- Джийн Вандър Пил
- Пол Фрийс
- Хърб Вайгран
- Хършел Бернарди
- Сали Джоунс
- Уокър Едмистън